# 日本大博覧会

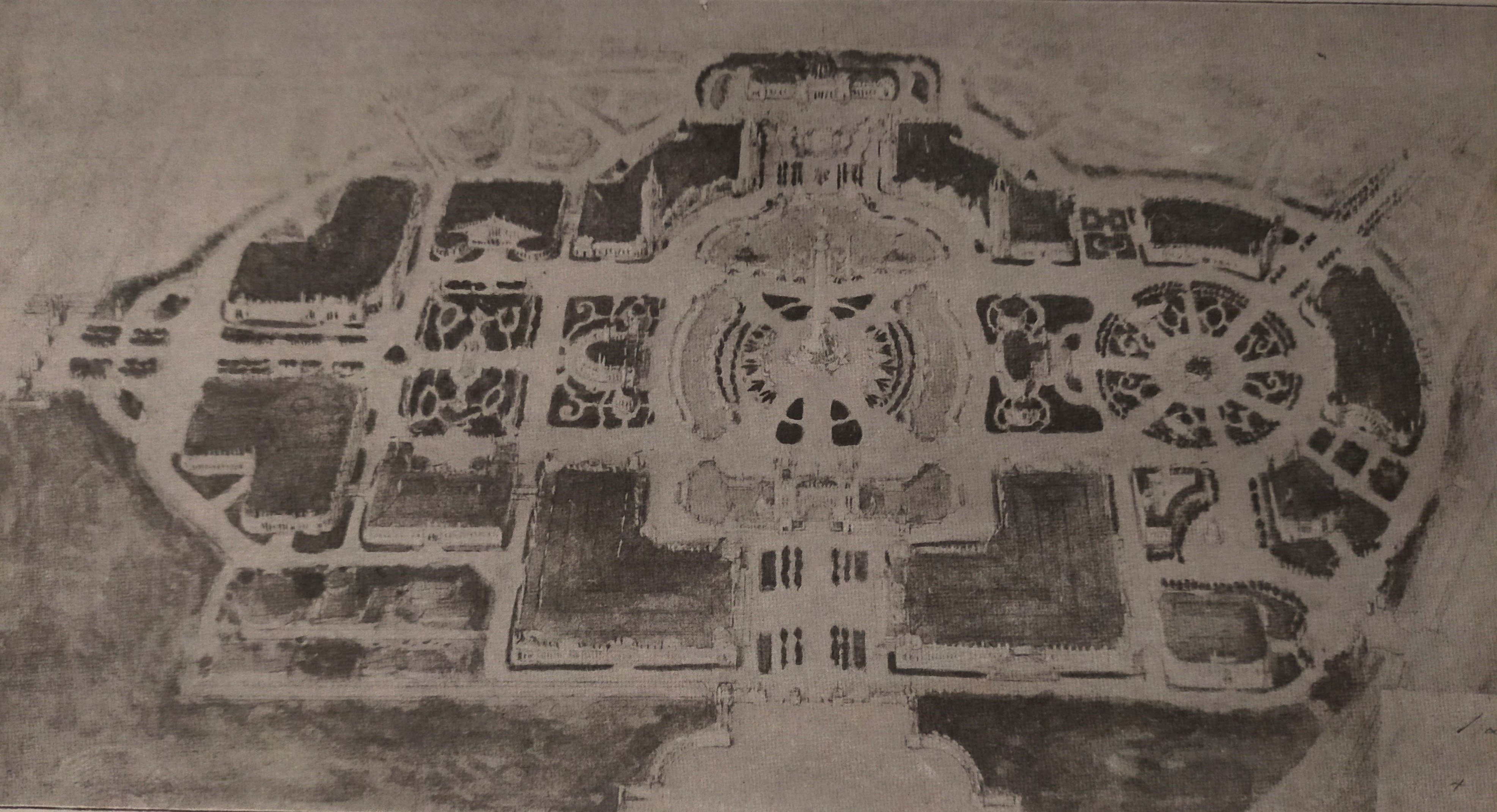
吉武東里設計、「日本大博覧会」青山会場鳥瞰図。東側から会場を俯瞰している。

日本大博覧会（にほんだいはくらんかい）は、1905年の日露戦争勝利後に構想が具体化し、内国勧業博覧会と万国博覧会の折衷的な位置づけで1912年に開催されることが、1907年に正式決定された博覧会である。実質的な内容は万国博覧会であったが、財政難などのため1908年には明治天皇在位50周年となる1917年へと延期され、1911年には中止が決定した。しかし国の正式な計画として決定し、一部工事も始められていた「日本大博覧会」は、その計画内容が明治神宮の内苑と外苑に受け継がれていくなど後世に影響を与えた。
なお、本記事では「日本大博覧会」とともに、1903年に行われた「第五回内国勧業博覧会」など計画のみで終わった「亜細亜大博覧会」後の万博開催に関する動きについても説明する。

## 第五回内国勧業博覧会と万国博覧会

### 国力に対する自信と万博構想
万国博覧会は1851年に開催された「ロンドン万博」に始まった。「ロンドン万博」は約600万人の観客を集め大成功を収め、以後、欧米各国は競って万国博覧会を開催していく。日本の万博参加は1867年のパリ万博が初であった。日本では欧米諸国の万博に参加をしながら、1877年から殖産興業政策の後押しを目的とした内国勧業博覧会を開催することになる。
そのような中で日本でも万国博覧会を開催しようとの声が挙がるようになり、1885年には「亜細亜大博覧会」の開催計画が持ち上がった。これは日本初、アジア初の万国博覧会構想であった。財政難等を理由とした大蔵省の反対により、「亜細亜大博覧会」は計画倒れに終わってしまったが、内国勧業博覧会の運営に携わる関係者の間では、「亜細亜大博覧会」の事実上の構想者であった佐野常民のみならず、内国勧業博覧会の先には万国博覧会開催があるとの意識が浸透していった。またマスコミでも万博の開催を見据えた論評が見られるようになる。
そして日清戦争の勝利により、国力の伸展を自覚する中で万国博覧会開催に向けての意識が高まっていく。1895年に開催された「第四回内国勧業博覧会」の審査総長であった九鬼隆一は、日清戦争の勝利後である1895年4月に、日本は既にしてかつての日本ではなく、東洋の日本でもなく世界の日本であるとした上で、「（日清戦争）開戦以来、万国ひとしく我が国に着目せるを機として、更に万国大博覧会を戦争終局の後に開設せんことを希望」するとして、日清戦争勝利の余勢を駆って万博を開催しようと主張した。また大隈重信も日清戦争の勝利により日本は世界の強国入りを果たしたとの認識を示した上で、万国博覧会を開催して日本と欧米の工業製品とを比較する機会を設け、まだ欧米諸国よりも遅れている工業の更なる発展を図り、さらには万国博覧会開催によって世界に列強の仲間入りを披露する機会とすべきと主張した。1898年10月、読売新聞は来る1902年はペリー来航50周年になるので、50周年を記念して「太平洋沿岸諸州博覧会」の開催案を紙上で提案した。なお万国博覧会ではなく「太平洋沿岸諸州博覧会」とした理由は、大規模な万博開催は日本の国力に余る事業であり、内国勧業博覧会と万博との中間的な博覧会がふさわしいとの意図であった。

### 万博開催への模索
1898年10月、農商務省は第三回農商工高等会議に「第五回内国勧業博覧会」開催に関する諮問を行った。諮問の内容はまず、1899年に開催予定の「第五回内国勧業博覧会」は、1900年に開催予定が決まっていた「パリ万博」の準備と時期が重なるため1902年に延期することについて。そして次回の内国勧業博覧会は日清戦争勝利後初めての開催となり、1902年はペリー来航50周年でもあり、博覧会の規模を欧米と肩を並べる我が国にふさわしく拡大して、海外の工芸品を収集、展示することについて。また諸外国で開催された万国博覧会の失敗例を参考として、日本と関係がある諸外国に参加を求め、万博よりは規模の小さな博覧会とすることについての3点であった。
農商工高等会議ではまず「第五回内国勧業博覧会」の延期についてはすんなりと認められたものの、万博の要素を加味することになる第二、第三の諮問内容については、1902年の万博開催は時期尚早であるとのコンセンサスは得られたものの、「第五回内国勧業博覧会」にどの程度万博的な要素を入れ込むのか、そしていつ本番の万国博覧会を開催するのかについては意見がまとまらなかった。結局、「第五回内国勧業博覧会」では新たに万国貿易部を設け、万国博覧会開催については後日検討するという形の答申となった。1901年4月、農商務省は第五回内国勧業博覧会開催に向けて評議員会を開催した。評議員会の席で林有造農商務大臣は、これまでの内国勧業博覧会の枠にとらわれず、外国貿易の促進を図るような面目を一新した博覧会にするとの抱負を述べた。
実際問題、万国博覧会開催や内国勧業博覧会に外国が参加するためには法制度の整備も不可欠であった。これまでの不平等条約では外国人は居留地内でのみ商業行為が可能であったため、内国勧業博覧会の会場で外国製品を販売するためには条約改正が必要であった。また外国人は治外法権の特権があった反面、日本国内では工業所有権の保護は適用されなかった。つまり日本では外国から輸入した機械類等を無許可でコピー製品を製作、販売することが可能であった。このような状況下では諸外国に博覧会への出品を求めることは極めて困難であった。結局、1894年に締結された日英通商航海条約の後に諸外国と同等の条約を締結する中で内地雑居が実現し、また1899年にはパリ条約に加入し、同年、特許法、意匠法、商標法の関連法令の整備を行い、諸外国からの博覧会出品に対して工業所有権の保護がなされる環境が整えられた。

### 参考館、台湾館、人類館の設置

#### 参考館の設置
第三回農商工高等会議で諮問された万国貿易部は参考館として設置されることになった。参考館の設置は将来の万国博覧会開催を見据えたものであった。1902年の開催予定は1900年「パリ万博」参加準備のため1903年に再延長されたが、19世紀末から20世紀初頭にかけては「パリ万博」の他、「セントルイス・ルイジアナ購買記念万博」、「グラスゴー万博」など欧米諸国の万国博覧会が目白押しであり、各国はそれら万博への出展準備に追われ、第五回内国勧業博覧会への出品に消極的になることが危惧された。
ところが実際ふたを開けてみると諸外国からの出品依頼が殺到することになった。当初、主催の農商務省は参考館の名前通り、諸外国からの出品を参考程度展示する予定であり、規模も300坪の予定であったが、殺到する出品依頼に対応すべく最終的には1750坪にまで広がった。そして参考館以外にも展示を希望する諸外国側が費用を出した独立館を6館設置することになった。「第五回内国勧業博覧会」には日本以外に18の国、地域が参加し、外国企業からも代理店を通じての出品が実現し、さながらミニ万国博覧会の様相を呈した。諸外国からの出品が殺到した理由としては、日本が各国製品を売り込む格好の市場であると見なされていたためであり、政府は諸外国の積極的な参加は、将来の万博開催に向けてのステップとして大変に有効であったと評価した。
また後述の台湾館などとともに参考館、独立館は多くの観客を集め、娯楽性を高めた他の展示内容も相まって、「第五回内国勧業博覧会」は約530万人の観客を動員し、開催地の大阪市に多大な経済効果をもたらした。この「第五回内国勧業博覧会」の成功はその後の博覧会の経済効果を狙った動きへと繋がっていくことになる。

#### 台湾館の設置
「第五回内国勧業博覧会」では、1900年の「パリ万博」における植民地館をモデルとして、台湾総督府が台湾を内地に紹介することを目的として設置が検討された。台湾総督府の構想は予算不足のためいったんは頓挫したが、1901年度の予算で「第五回内国勧業博覧会」の場で台湾を紹介するための経費が認められ、1901年10月に台湾館の設置が公式に認められた。当時の万国博覧会では植民地館を設けることが特色の一つとなっており、台湾館もその流れに沿って設置されることになった。
予算の関係上、台湾館の建物は新築せずに台湾の既存の建物を博覧会会場に移築して使用した。台湾館は現地そのものの建物の他、併設の食堂や喫茶が人気を集め、主催者側からも「第五回内国勧業博覧会」の中でも最もインパクトが強いものになったと評価された。台湾館の展示や催しは日本国内において台湾への関心を高めることに繋がった。

#### 人類館の設置
人類館は「第五回勧業博覧会」の会場外に設けられ、公式の展示場ではなかった。しかし会場案内などでは紹介されており、事実上博覧会を構成する展示と見なされていた。人類館は1889年のパリ万博で行われた、フランス領植民地の集落、住民の大規模な展示以降、欧米で開催される万国博覧会に広まっていた。「第五回内国勧業博覧会」では台湾館と同様、当時の万国博覧会のトレンドに沿った形で設けられることになった。
「第五回内国勧業博覧会」の人類館展示では、展示された清国人、韓国人、そして沖縄の展示がそれぞれ清、韓国、沖縄からの抗議を受けて撤回に追い込まれた。しかし人類館の展示は当時の万国博覧会のトレンドに沿って設けられたものであったため、将来の万国博覧会の開催を見据えていた「第五回内国勧業博覧会」において、展示の一部が撤回に追い込まれながらも人類館自体の閉鎖は行われなかった。

## 日本大博覧会構想

### 民間からの万博開催構想
外国からの参加が実現し、これまでの内国勧業博覧会よりも格段に規模が拡大した「第五回内国勧業博覧会」に続いて、万国博覧会を開催すべきであるという意見が世論の中からも現れるようになった。「第五回内国勧業博覧会」の開催に関する雑誌太陽の記事の中で、「第四回内国勧業博覧会」で事務局長を務めた九鬼隆一が「日本もゆくゆくは万国博覧会を開くことになるであろうから、今度の内国博覧会（第四回内国勧業博覧会）も其の下げいこのつもりでやっている」と、万国博覧会開催に向けての意欲を示していた発言が紹介され、雑誌太陽の同じ号では、「第五回内国勧業博覧会」よりも大規模である日本を中心とした世界大博覧会を東京で開催することを求める評論を掲載した。しかしその一方で、博覧会の出品内容を見ると欧米諸国との工業力の格差は歴然としており、国力の増強を背景とした万博開催を唱える自信と、欧米諸国との格差の自覚というある種矛盾した認識が生まれていた。

### 日露戦争と日本大博覧会

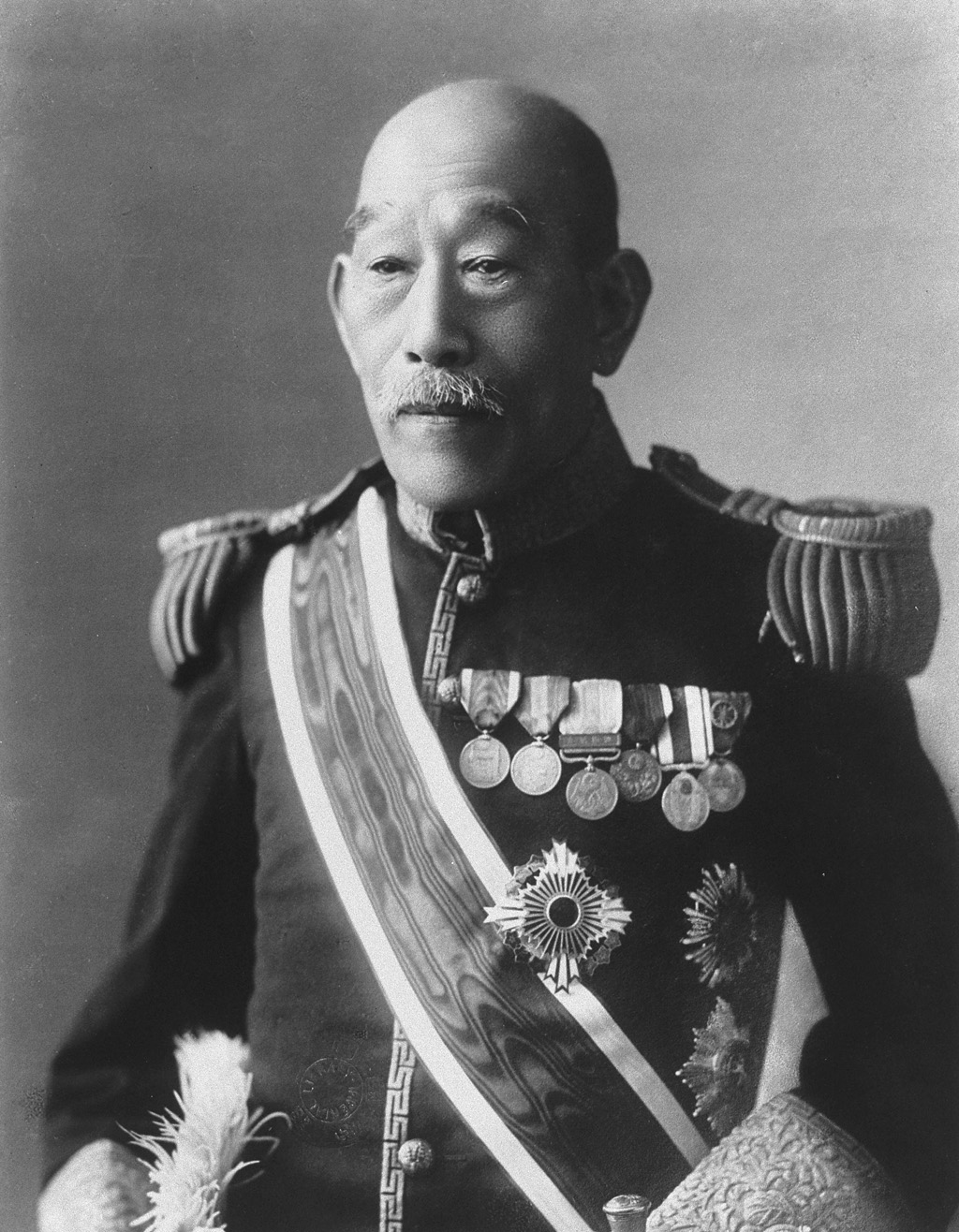
清浦奎吾

1904年2月、日露戦争が始まった。1905年に入ると1月に旅順攻囲戦がロシア軍の降伏により終結し、3月に奉天会戦、5月には日本海海戦に勝利した。日本海海戦終了直後の6月1日、日本はアメリカに講和の仲介を求め、日本の求めに応じたアメリカは9日に日本、ロシア両国に対して講和を勧告し、12日にはロシアがアメリカの講和勧告に応じたため、日本、ロシア両国の講和会議が開始される流れとなった。
ロシアがアメリカによる講和勧告の受け入れを決めた直後の1905年6月17日の閣議において、農商務大臣の清浦奎吾は戦争終結後に万博を開催する建議書を提出する。農商務省による万博開催の建議は、万博はこれまで欧米諸国のみで開催されていたため、開催それ自体が一等国の証であるとされており、日露戦争の勝利を記念して日本が世界の一等国であることを示す万博を開催しようともくろんだのである。また戦勝によりロシアから賠償金を得られる期待もあって、賠償金を万博開催費用に充てられるとの目算もあった。
しかし日露戦争の講和条約であるポーツマス条約で、ロシアからの賠償金の支払いはゼロとなった。期待していた賠償金を得られなかった日本は、自力で戦争遂行のために負った多額の債務を返済していかねばならなくなった。講和条約の交渉開始前は賠償金を期待して万博開催の建議を行った農商務省は、主張を後退させざるを得なかった。1905年11月、清浦農商務大臣は桂太郎首相に、次回の博覧会は6月17日の建議書通りに万博の開催を行うのか、内国勧業博覧会に万博の要素を加味するのか、それとも純粋な内国勧業博覧会とするのかについて調査検討が必要であると提案した。そのためまず1907年開催予定の「第六回内国勧業博覧会」の開催を延期し、農商務省内に博覧会調査委員を設けるための予算措置を求める博覧会開設調査委員設置の件を提出して、併せて2万5000円余りの調査費の議会提出を求めた。清浦の建議は認められ、12月27日の閣議で「第六回内国勧業博覧会」の延期と博覧会開設調査委員の設置が認められ、12月28日には勅令で「第六回内国勧業博覧会」の無期限延期が布告された。
一方、民間でも1905年10月に行われた全国商業会議連合会の政府に対する建議の中で、日露戦争の勝利の余勢を駆って、国力の発展と国富を増進させ、世界各国を相手とする商戦に勝ち抜くためにも、準備にある程度の時間を要するにしても数年後までに万国博覧会を開催することを希望するとの主張を行った。そして衆議院でも1906年2月27日に「万国博覧会開設に関する建議」が97名の衆議院議員により提出された。建議は日露戦争の勝利を記念して万国博覧会を開催し、日本の文化、工芸などを世界に広く紹介し、日本の実業家に世界の文化、工芸、美術等に触れる機会を設け、お互いの比較検討を通して日本の国力の更なる発展を目指すべきとの内容であった。この建議は3月10日に衆議院本会議で可決する。なお建議の衆議院での審議において、農商務省は日露戦争勝利記念の名目ではロシアの参加が見込めないなど都合が悪い点があり、1909年ないし1910年に憲法発布20周年記念、1917年の天皇即位50周年記念、1918年の天皇、皇后の結婚50周年記念などといった開催理由が考えられるとの見解を示した。一方、衆議院では万博開催建議に対して、財政難を理由に開催は時期尚早であるとの反対意見も出され、建議案は満場一致での可決とはならなかった。

### 日本大博覧会構想のスタート

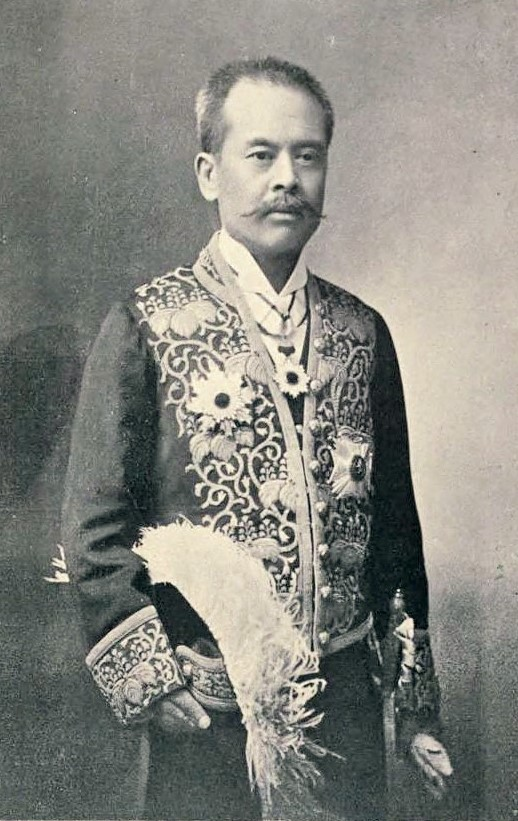
和田彦次郎

1905年11月に清浦農商務相が求めた2万5000円余りの調査費が議会を通過したため、1906年6月14日に農商務省内に博覧会調査会が設置され、農商務次官の和田彦次郎委員長ら43名が調査会委員として任命された。なお委員は和田委員長ら農商務省の関係者や、当時東京市長と衆議院議員を兼任していた尾崎行雄ら11名の衆議院議員、そして貴族院議員で構成されていた。博覧会調査会では第一案として万国博覧会の開催。第二案として内国勧業博覧会と万国博覧会の折衷案であり、工芸品と機械関連の品目に関しては外国からの出品を求めて工芸館、機械館に陳列し、東洋からの出品は東洋館、その他の外国からの出品は自費で陳列館を建設してもらうか、外国館にまとめて展示する案。そして第三案は基本的に内国勧業博覧会としての開催として、会場内に東洋館と外国館を設けるというものであった。
博覧会調査会での審議の結果、第二案の内国勧業博覧会と万国博覧会の折衷案が採用された。7月23日の会議において博覧会の名称を「日本大博覧会」として、会期は1912年4月から10月、開催場所は東京として、費用は1000万円を予定し、うち500万円は国費、300万円は東京市が分担し、200万円は入場料収入などで賄い、会場の敷地は約30万坪とした。さらに「日本大博覧会」関連事業として、道路・橋、各種交通機関、水道・排水設備、電燈、ガスといった社会インフラや、公会堂・劇場・音楽堂などの娯楽施設の整備、宿泊施設の充実、博覧会の運営を支える各種協会の設立、そして日本国内、外国からの観光客対応を行う施設の必要性を示した。
万博と内国勧業博覧会の折衷案となった理由は、まず現状では万博開催による十分な成果が得られる見込みが薄いと考えられ、日露戦争の勝利によって日本は世界の一等国になったものの、欧米諸国並みの万国博覧会を開催できる財政的な余裕は無く、しかも現実として日本の商工業は欧米諸国の実力にはまだほど遠く、本格的な万博の前段階として万博と内国勧業博覧会の中間程度の博覧会を開催して、日露戦争後の経済の発展に努めるのが得策であり、そもそも本格的な万博開催には準備期間が長くなってしまうため、戦争後の経済刺激策としての意味が無くなるといったものであった。つまり日露戦争には勝利したものの、欧米諸国の経済力や技術力に比べてまだ大きな差があるという認識に基づく折衷案であった。しかしそれでも第五回内国勧業博覧会の約10倍の経費を想定しており、これは当時パリやロンドンで行われていた万博の約4分の1以下の予算ではあったが、欧米では「日本大博覧会」と同一規模程度の万博も開催されていたため、事実上の万博開催計画であった。この博覧会調査会での審議結果は、これまで行われてきた形での内国勧業博覧会としての博覧会開催の終焉を意味した。

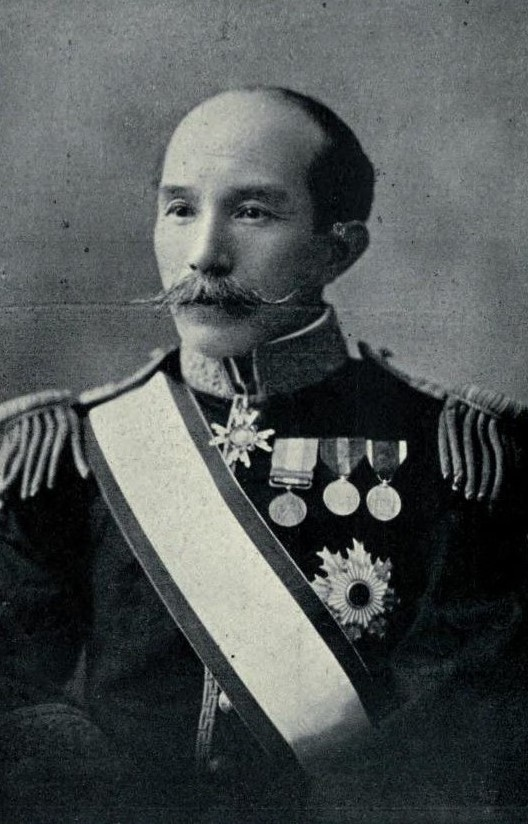
金子堅太郎

1906年7月28日、農商務大臣の松岡康毅は西園寺公望首相に博覧会調査会の審議結果を報告し、閣議決定を要請した。1906年12月21日、内閣は、内国勧業博覧会と万国博覧会との中間規模の博覧会である「日本大博覧会」を、東京にて開催することを閣議決定した。しかし閣議決定後、議会関係者から巻き返しの動きが起きた。1907年2月7日、8日に行われた衆議院委員会において、「日本大博覧会」は広範囲の外国参加の門戸を閉ざしたままであって内国勧業博覧会の一種にすぎず、1906年3月10日に衆議院において可決された万国博覧会開設に関する決議の趣旨が生かされておらず、国力進展のために純正なる万国博覧会を開催すべきとの決議案が提案され、委員会で満場一致で採択され、2月14日には衆議院本会議において可決された。万国博覧会開催の決議が衆議院で可決されたのを受けて、2月27日に松岡農商務相は西園寺首相に対して既に内国勧業博覧会と万国博覧会との中間規模の博覧会として「日本大博覧会」開催が閣議決定していることを根拠に、決議の不採択を提言し、3月8日の閣議において不採択が決定された。その後議会において「日本大博覧会」関連予算を含む1907年度予算が可決されたことを受けて、1907年3月31日、勅令にて「日本大博覧会」を会期1912年4月1日から10月31日として東京市において開催すること、博覧会調査会の廃止と日本大博覧会事務局官制が公布された。
1907年8月2日、農商務省内に日本博覧会事務局が設置されることが公表され、翌8月3日には総裁に伏見宮貞愛親王、会長金子堅太郎、事務局長は和田彦次郎が就任し、事務局は農商務省からの出向組が多数を占めた。皇族の伏見宮が総裁を務めることは、政府としても「日本大博覧会」開催の意義を重く見ていたことの現れであり、会長の金子はアメリカのハーバード大学留学経験者であり、1876年のフィラデルフィア万博以降、複数の万博の視察を行ってきており、1900年パリ万博では日本の参加準備段階で主要役員を務めているなど、万国博覧会関連の豊富な経験とともに事実上の万国博覧会開催を考慮した人事であった。会長就任後の金子は「日本大博覧会」に関する講演活動を精力的に行っていく。

## 博覧会開催に向けて

### 開催予定地決定まで
「日本大博覧会」開催の動きが表面化する中、1906年7月末、東京市は「日本大博覧会」開催の下準備として1907年3月から7月にかけて上野公園において「東京勧業博覧会」を開催する計画を発表する。その一方で東京市は300万円の負担金の減額を画策する。「博覧会調査会」の委員でもあった尾崎行雄は委員会の席で東京府の300万円の負担は過重であると訴えており、政府に負担金の減額を陳情した。これに対して政府は会場を大阪市に変更することをちらつかせながら東京市の要求を拒絶した。結局、1907年1月24日の東京市会において負担金を受け入れる代わりに入場券販売を東京市が請け負う案が可決され、政府も入場券販売の東京市請負いを了承したため、博覧会の東京市開催が確定した。
「日本大博覧会」開催が取り沙汰される中で、東京市内のどこを会場とするのかが問題となった。品川沖を埋め立てる、月島、上野周辺、青山、荏原ないし大森、丸の内、竹橋などが候補に上がり、水族館の横浜設置案も出された。品川沖埋め立てと丸の内は東京市の案であったが、あとは各地元の推薦であり誘致合戦の様相を呈した。各開催候補地とも博覧会開催による経済効果を狙っており、開催候補地以外でも日本橋周辺の商店は当時、日本橋からの交通の便が良くなかった青山にこぞって反対するといった動きも見られた。また各候補地による誘致合戦の中、分散開催案も飛び出し、上野や青山などでは思惑による地価上昇を招いた。このような状況の中、「日本博覧会事務局」は開催地の決定に頭を悩ませることになった。
結局、1907年11月6日に、陸軍の青山練兵場を第一会場、代々木御用地に第二会場を設け、両者の間は中央本線沿いに約1.3キロメートルの連絡通路を設けるという案に決定した。これは青山、代々木は国有地と皇室の御料地であったため、土地の買収費用が最も安く済むという理由であった。しかし会場予定地全てを国有地、皇室御料地で済ますことも出来ず、青山練兵場東側の権田原町の北側と六軒町、南側の青山北町は立ち退き対象となり、政府は土地収用法を適用して土地所有者から強制的に買収することを決定したため、立ち退き対象の住民たちから反対運動が起きたが、東京市長の尾崎行雄は反対を押し切った。そして青山会場から代々木会場へと向かう連絡通路の工事は実際に進められていく。

### 開催計画の具体化
1908年2月27日、日本大博覧会に出品する外国産品について関税を免税にする法律が公布され、3月17日には博覧会に出品される物品の発明、特許登録、商標登録に関する法律が公布されるなど、博覧会開催に伴う法整備も進められた。
6月27日には日本大博覧会規則が発表された。日本大博覧会規則ではまず会場は青山練兵場と代々木御用地とその両地を繋ぐ土地として、水族館のみ設置場所を後に定めるとした。博覧会の土地は全体として東側が低く、西側が高くなっているため、会場全体の景観の観点から博覧会正門を東側の権田原に建てることが決定され、正門に繋がる大道路の建設が構想された。また会期は1912年4月1日から10月31日まで、出品は21部門、陳列館は16館として、外国からの陳列館への出品は教育、学芸、化学工業、染織工業、製作工業、建築・室内装飾、機械、電気の各部門とし、それ以外の出品は独自の陳列館を設けた上で展示することができると定められた。出品項目は1900年のパリ万博をモデルとして決定したと考えられている。
なお1907年12月に博覧会の終了後、博覧会会場のうち青山練兵場部分に関しては東京市の公園とすることで政府と東京市との間で合意が成立した。そして終了後の公園化が確定している以上、博覧会の美術館は仮設のものではなくて、継続して使用し続けられる恒久的なものとして建てられることが内定した。この青山練兵場の日本大博覧会会場としての利用案とその後の公園化構想は、後の神宮外苑の構想へと繋がっていくことになる。
| 番号 | 出品項目       | 陳列館   | 外国出品の有無 | 備考                                                                      |
| ---- | -------------- | -------- | -------------- | ------------------------------------------------------------------------- |
| 1    | 教育           | 教育館   | 有             |                                                                           |
| 2    | 学芸           | 学芸館   | 有             |                                                                           |
| 3    | 美術           | 美術館   | 無             |                                                                           |
| 4    | 美術工芸       | 美術館   | 無             |                                                                           |
| 5    | 農業           | 農業館   | 無             | 農業館は7の畜産部門のうち、家畜・家禽等家畜化された動物以外の展示を行う。 |
| 6    | 園芸           | 園芸館   | 無             |                                                                           |
| 7    | 畜産           | 家畜舎   | 無             | 家畜舎は7の畜産部門のうち、家畜・家禽等家畜化された動物の展示を行う。     |
| 8    | 蚕糸業         | 蚕業館   | 無             |                                                                           |
| 9    | 林業・狩猟     | 林業館   | 無             |                                                                           |
| 10   | 水産           | 水産館   | 無             |                                                                           |
| 11   | 飲食品         | 食料館   | 無             |                                                                           |
| 12   | 採鉱・冶金     | 鉱産館   | 無             |                                                                           |
| 13   | 化学工業       | 工業館   | 有             |                                                                           |
| 14   | 染織工業       | 工業館   | 有             |                                                                           |
| 15   | 製作工業       | 工業館   | 有             |                                                                           |
| 16   | 建築・室内装飾 | 工業館   | 有             |                                                                           |
| 17   | 機械・船舶     | 機械館   | 有             |                                                                           |
| 18   | 電気           | 電気館   | 有             |                                                                           |
| 19   | 土木・通運     | 通運館   | 無             |                                                                           |
| 20   | 経済・衛生     |          | 無             |                                                                           |
| 21   | 陸海軍         | 陸海軍館 | 無             |                                                                           |

### 博覧会開催関連の動き

#### 諸外国の参加

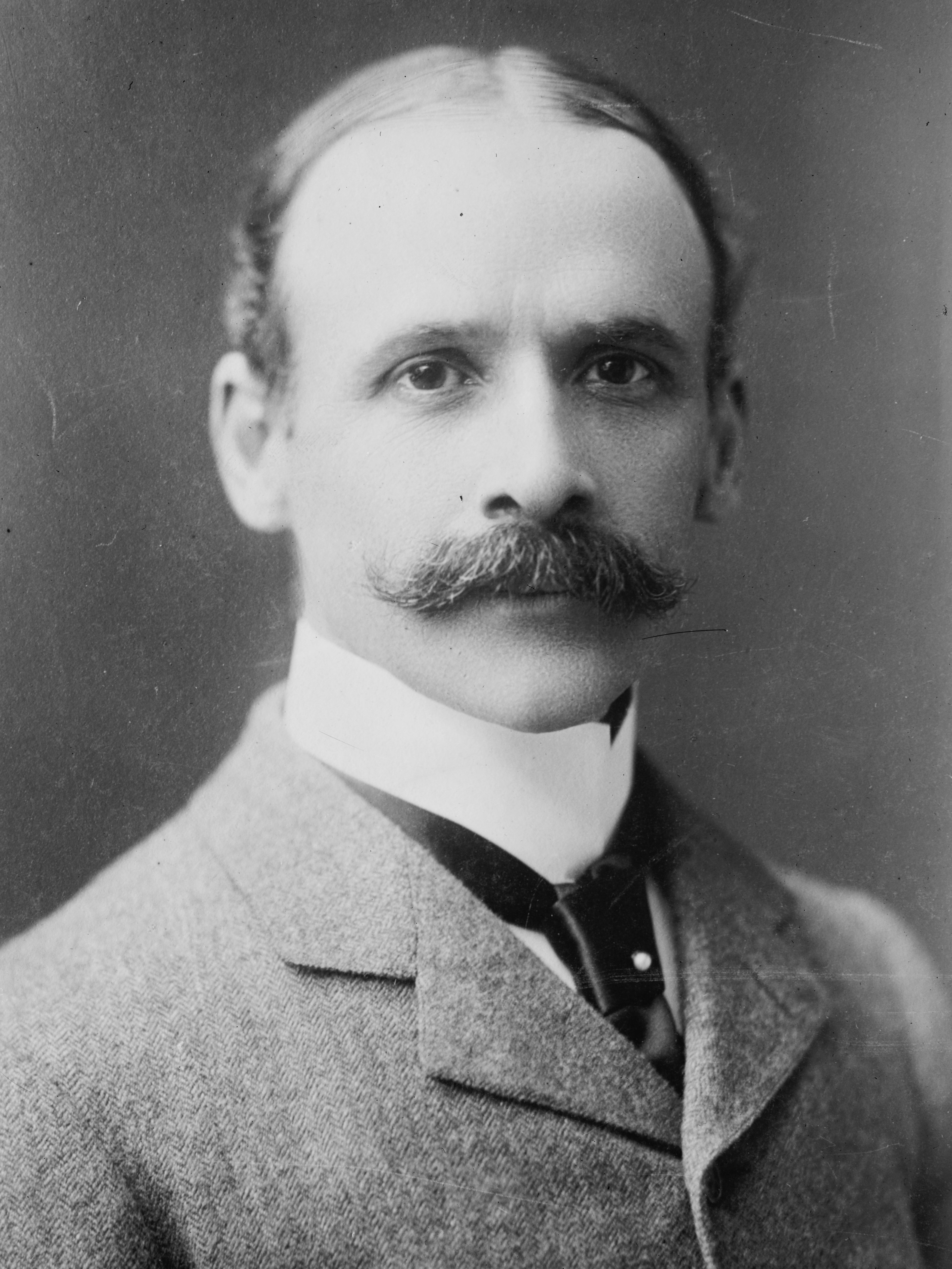
フランシス・バトラー・ルーミス

「日本大博覧会」には数か国が非公式な形で参加の意思を示していた。1907年12月3日にアメリカのセオドア・ルーズベルト大統領が議会教書において「日本大博覧会」参加の意向を示し、12月7日には公式に参加を表明していた。アメリカが初の公式参加表明であり、結果としては唯一の諸外国からの参加表明となった。1908年5月下旬、連邦議会は他国開催の万国博覧会参加費用としてはこれまでで最高額の150万ドルの「日本大博覧会」参加費を可決し、7月にはアメリカの「日本大博覧会」参加に当たり、前国務次官補フランシス・バトラー・ルーミスという大物が事務官長に就任した。
日本大博覧会事務局会長の金子堅太郎は、ルーズベルト大統領はハーバード大学留学時からの知己であり、大統領に参加を直談判したと回想している。しかし他国開催の万博では最高額となる参加費用を支出し、大物が事務官長に就任するといった厚遇は、当時の日米関係がぎくしゃくしていたことが背景にあると考えられている。日米間の重要課題としては、アメリカの特に西海岸で高まりつつあった日本からの移民排斥運動があった。また日露戦争後の満洲の権益をめぐる問題も両国間の大きな課題であった。日米間に重要課題を抱えている状況下において、ルーズベルト政権としては対決ではなく日米関係を重視し、友好を求めていることを示す必要があった。
そして1908年7月4日には、各国に対して「日本大博覧会」の正式な招請状を送付することが閣議決定された。

#### 国内の動き
衆議院では1907年3月に「日本大博覧会」開催によって外国人観光客の増加を見越した「ホテル開設に関する建議」が提出された。建議では万国博覧会の開催が迫る中、多くの外国人観光客の来遊が予想されるため、博覧会の成功のためには宿泊設備の充実が必要になるのではないかと主張した。翌1908年3月にも衆議院に、日本国内のホテルは数量ともに貧弱なレベルにあり、外国人観光客を満足させられない状況にあり、「日本大博覧会」開催が迫る中、ホテルの増設は急務であるとの内容の、前年の建議とほぼ同趣旨の「来遊外客待遇の設備に関する決議」が提出された。
鉄道庁は「日本大博覧会」開催に向けて鉄道改良計画を立てた。計画には赤羽‐池袋、新橋‐上野、新橋‐国府津間の電化、東海道線、高崎線の複線化、現在の東京駅である中央停車場の完成が取り上げられていた。なお中央停車場の基礎工事は1908年3月25日に、駅の設計の完了を待たずに着工されたが、これは「日本大博覧会」開催を考慮した鉄道庁が早期の完成を望んだことが要因のひとつとされている。
また「日本大博覧会」構想が報道されるようになると、国際博覧会開催ともなれば内外から多くの観覧者が東京に集まってくるため、交通機関、宿泊施設、公衆衛生設備等の整備が急務であるにもかかわらず、行政の動きが鈍いこともあって、東京の商工業者の中から自主的に博覧会開催を念頭に置いた動きが始まっていた。商工業者の狙いはもちろん博覧会開催による経済効果であった。計画の正式決定後、博覧会事務局の金子会長は講演会活動を通じて、産業や技術の交流、文化・学術面での交流、国家的な祝祭、参加各国及び国民同士の交流という「日本大博覧会」の四大目的とともに、開催地の東京、そして日本全体に大きな経済効果をもたらすと主張していた。博覧会の経済効果に期待する声は東京のみならず全国に広まり、東北地方の奥州館、その他、山陰館、九州の鎮西館、山陽の中国館といった地方館の設置計画や、博覧会開催時に来訪する外国人客をあて込んで、奈良や厳島などでは観光設備の整備への取り組みが図られた。

## 1917年への開催延期

### くすぶる順延論

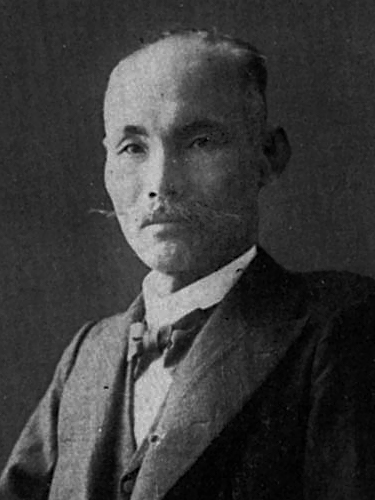
政友会幹部の松田正久法相が「日本大博覧会」延期論の口火を切った。

前述のように「日本大博覧会」構想が具体化しつつあった1906年の段階で、厳しい財政難を理由に開催に反対する意見が出されていた。開催計画が正式に決定された後の1907年11月18日、東京朝日新聞は、政府部内から1000万円ではとうてい「日本大博覧会」の開催は無理であり、数倍の予算が必要であるとみられ、財政難の折にそのような費用負担は困難であるため、1917年に明治天皇の在位50周年を記念する形で開催すべきではないかとの延期論が浮上しているとのスクープ記事を掲載した。
当時、西園寺内閣は財政難への対応に苦慮していた。西園寺内閣の与党であった政友会は、日露戦争後の経済政策と政友会の党勢拡大をもくろんだ鉄道や港湾といった社会資本整備の予算拡大に積極的であったが、財政難を理由に井上馨ら元老は行政経費の節減の他、政友会が主張する事業の繰り延べ、増税を求めた。総選挙を控えた政友会は不人気政策である増税や全国への利益誘導に繋がる社会資本整備予算の削減には反対であり、内閣は両者の板挟みになっていた。そのような中でやり玉に挙がったのは「日本大博覧会」計画であった。内閣では政友会の幹部でもある松田正久法務大臣が延期論の口火を切り、やはり政友会幹部の原敬内務大臣が賛成し、井上馨も財政難の折に博覧会を行う必要は無いと主張した。
前述のように1907年12月3日にアメリカのセオドア・ルーズベルト大統領が議会教書において「日本大博覧会」参加の意向を示し、12月7日には正式参加を表明していた。懸案事項が山積する中でアメリカの参加表明直後に延期を決定するのは両国関係に新たな亀裂を生じさせることになると判断され、この時の延期論は立ち消えとなった。

### 延期の決定

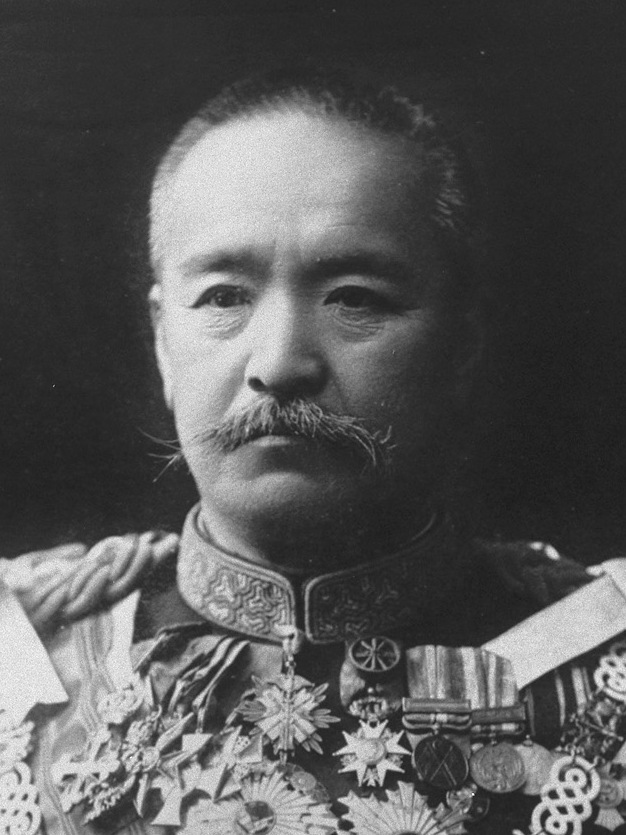
財政問題への対応と地方の立て直し、改良を政策の重点項目とした第2次桂内閣は「日本大博覧会」の延期を決定する。

第1次西園寺内閣は1908年7月4日に総辞職し、同月には第2次桂内閣が発足する。桂内閣は財政問題への対応を最優先課題として掲げ、歳出及び事業の見直しに着手する。見直しの俎上に「日本大博覧会」が挙げられることになり、前内閣の総辞職前に各国に発送することが決定されていた招請状も発送が延期された。また新内閣は日露戦争後、疲弊して困窮化が進んだ地方の立て直し、改良を重点政策課題として掲げていた。そのため日露戦争勝利後の一等国日本の首都東京の社会資本を充実させることになる「日本大博覧会」よりも、地方全体の立て直し、改良を図ることが政策課題として重要視された。
内閣は博覧会事務局の総裁伏見宮貞愛親王、金子会長らにも明かすことなく、秘密裏に「日本大博覧会」の延期の調整を始めた。延期の理由はまず財政面であり、博覧会にかかる直接経費よりもインフラ整備に莫大な経費を要すると見込まれ、延期を行わなければ内閣の致命傷となると判断された。また日露戦争後の困窮し疲弊した地方の立て直し、改良も急務とされ、それも延期の判断材料となった。
延期に当たり問題となったのがアメリカから了承を取り付けることであった。そもそも前内閣時に延期が問題となった際に取りやめとなったのはアメリカの正式参加表明があったためであり、外交面から判断してアメリカから延期についての了承を得ることは極めて重要であった。日米間の懸案となっていた移民問題は日米紳士協約により沈静化してきており、日米間の緊張は緩和しつつあった。日本側からの延期の打診に対してアメリカは了承し、1908年9月2日、「日本大博覧会」の開催を5年延期して1917年開催とする旨の勅令が公布された。延期の理由として準備が間に合わないことが挙げられ、天皇在位50周年となる1917年に万全の準備をもって名実ともに万国博覧会を開催するのがベストであるとした。
全く相談なく一方的に延期の決定を告げられた博覧会事務局は、総裁伏見宮貞愛親王、金子会長、和田事務局長は揃って辞表を提出した。伏見宮、金子の辞表は受理されたが、事務局長の和田は留任することになった。一方的な決定に衆議院、貴族院の中に反発も見られたが、財政状況が逼迫しているのは明らかであったため、延期はやむを得ないとの流れになっていく。また民間でもやはり一方的な延期決定に異議は唱えつつも、多くは日露戦争後の厳しい不況下では開催延期はやむを得ないとの認識で落ち着いていく。一方、既に博覧会開催費用の一部負担を行い、住民の強制移住も実行した東京市は強く延期反対を唱えたが、政府から既負担分の費用返還が認められた。ただし強制移住の対象とされた住民の怒りは容易には収まらなかった。

## 開催ムードの再燃

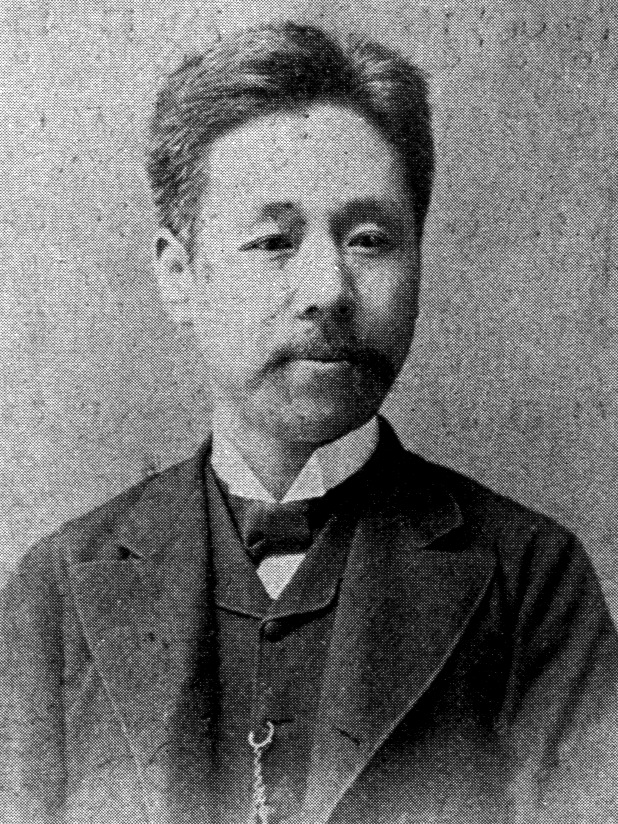
平山成信

1908年10月、アメリカからルーミス事務官長らが「日本大博覧会」の打ち合わせのために来日した。ルーミスらは日本政府に対し、延期というのは名ばかりで実際のところ中止するつもりであると思われると批判した。ルーミスらの批判に対し、1909年度の予算には「日本大博覧会」関連予算を計上し、1910年には本格的な準備に取り掛かると釈明した。実際に1909年度予算には「日本大博覧会」の調査費が計上され、博覧会の直接経費も2000万円に増額することを決定する。延期後の「日本大博覧会」も、やはりアメリカとの関係が再スタートのきっかけとなった。
「日本大博覧会」の再スタートの動きを見て、博覧会をあて込んだ動きが再燃する。1909年には「日本大博覧会」の協賛事業として松島の県営公園化の構想が出された。1911年には「日本大博覧会」の催しに合わせ、欧米のナショナルパークに倣って日光の帝国公園化の請願が衆議院、貴族院に提出され、富士山でも「日本大博覧会」を契機として国設大公園を設ける意見が出された。
政府は1910年12月13日に、これまで農商務省内で博覧会行政に携わってきた宮中顧問官の平山成信を、宮中顧問官と兼任の扱いで「日本大博覧会」会長に任命する。さらに1911年度予算に代々木会場、青山会場を繋ぐ連絡通路の整備費用など、「日本大博覧会」関連費用を計上した。平山は1911年7月に宮中顧問官を退任し、博覧会会長専任となり、8月には東京市が博覧会の準備を再開し、9月になると横浜市が博覧会の水族館、京都市が美術館の誘致運動を始めた。このように「日本大博覧会」開催に向けての具体的な動きが活発化していく。

### 博覧会会場の設計競技

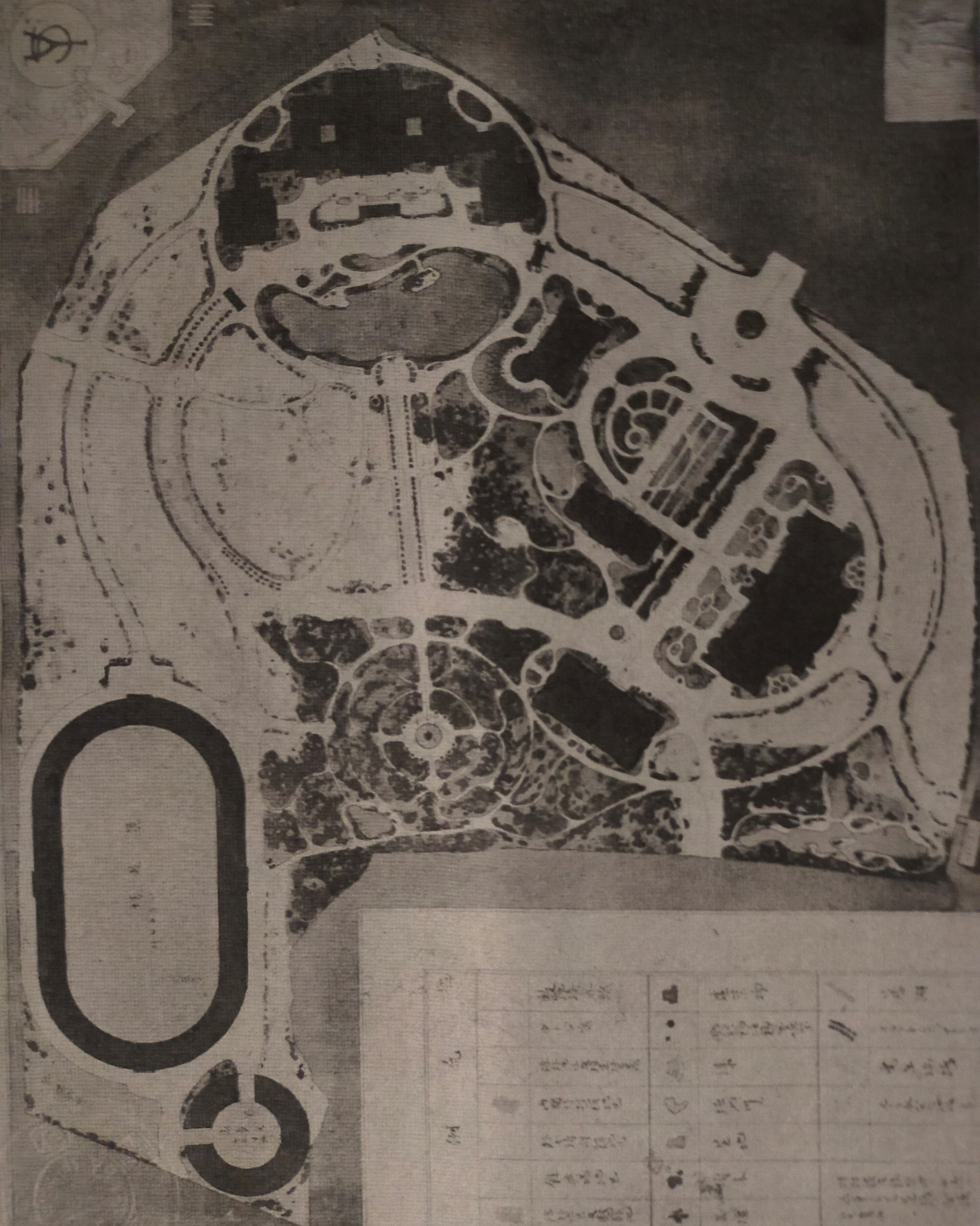
吉武東里設計、「日本大博覧会」代々木会場平面図。図の上が北。

農商務省は省内に「日本大博覧会」の工事に関する準備委員会を立ち上げた。準備委員会は委員長を土木工学者の古市公威を筆頭とし、建築家の片山東熊、辰野金吾、鉄道技術者の増田禮作、電信電話技術者の五十嵐秀助らが博覧会に必要とされる施設の内容、敷地面積を協議、決定した。
1911年5月、「日本大博覧会」の設計競技である「日本大博覧会敷地内配置懸賞計画」が行われることが公表された。設計競技は「日本大博覧会」の工事準備委員会が決定した仕様の博覧会施設を代々木会場、青山会場に割り振り、両会場のバランスを取りながらどのように博覧会施設を配置するのかという会場全体の構成力を競うものとなった。また博覧会施設の仕様以外に、前述の代々木会場、青山会場を繋ぐ連絡通路、青山会場の東側の権田原町に設けられる正門、青山会場に設けられる恒久的な美術館は設計における前提条件とされた。競技参加者は工事規定と敷地図の購入が必要とされ、縮尺1/1200の図面と説明書の提出を求められた。「日本大博覧会」の会場全体の設計という大規模設計が設計競技の対象とされたのは日本では初めてであり、「日本大博覧会敷地内配置懸賞計画」に対する関心は高く、工事規定と敷地図の購入者は240名を超え、設計競技参加者は155名を数えた。
「日本大博覧会敷地内配置懸賞計画」の審査員は博覧会会長の平山成信の他、岡本英太郎、手島精一、古市公威、日下部辨二郎、ジョサイア・コンドル、伊東忠太、片山東熊、塚本靖、福羽逸人といった博覧会関係者、工学者、建築家、造園家らによって構成されていた。1911年11月14日、伊東忠太が「とにかく群を抜き、他のものはいわばどんぐりの背比べ」と激賞した吉武東里の案が、審査員の全員一致で一位当選となった。

### 吉武東里の会場設計案
吉武東里の案は、まず博覧会という短期集中型のイベントにおいて観客の興味関心を引き付けるべく、バラエティーに富んだ会場作りが必要とされるとの視点で構成されていた。青山会場は西洋風、都会的かつ人工的な構成とし、一方、代々木会場は東洋風、田舎風、自然的な構成として両会場にはっきりとした変化をつけた。
他の設計競技参加者の案は青山、代々木両会場ともに欧米の博覧会会場をモデルとした幾何学的な配置案であったのに対し、吉武の案は青山会場に関しては欧米風の規則正しい直線的な建物配置としたのに対し、代々木会場は曲線的な道路を用い、既存の森林を生かした形になっており、代々木御料地に遺されていた武蔵野の自然を有効活用した設計となっていた。つまり博覧会予定地の現状を的確に分析してその特性を生かし、青山、代々木の両会場に変化をつけて博覧会会場としてまとめ上げた力量が一位当選として評価された。

## 博覧会の中止決定

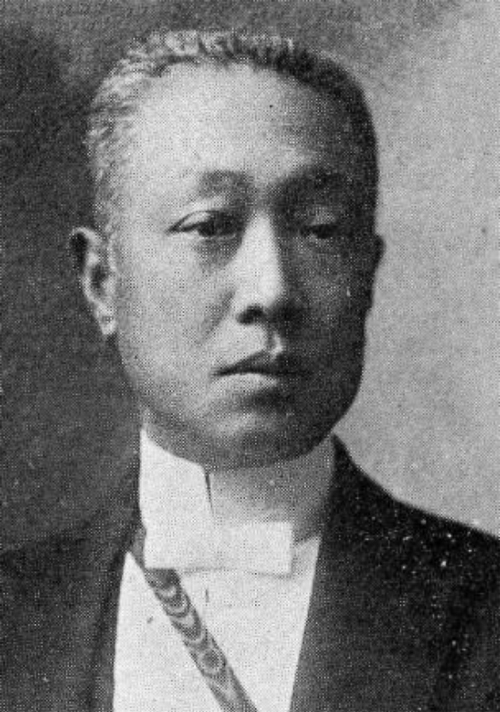
財政問題への対応に追われた第2次西園寺内閣は「日本大博覧会」の中止を決定する。

1911年8月、第2次桂内閣は総辞職し、8月30日に第2次西園寺内閣が成立する。第1次西園寺内閣と同様に、政友会幹部の松田正久は法務大臣、原敬は内務大臣として入閣した。新内閣の1912年度予算編成に際し、元老井上馨は外債の償還のために大幅な歳出削減を主張した意見書を山本達雄大蔵大臣に送っており、井上の意見書の中で「日本大博覧会」は不急の事業であるとして中止すべきとされていた。また第2次西園寺内閣では海軍の拡張案が問題となっており、海軍の拡張を求める齋藤実海軍大臣と公共事業の拡充を求める原内相との間で意見対立が起きていた。
山本蔵相は海軍の拡張案を受け入れ、原の求める事業の中で電話拡張、港湾修築、鉄道拡張は認め、「日本大博覧会」、国勢調査、議院建築の3事業の延期を提案する。11月20日、西園寺と松田、原との三者会談が行われ、山本蔵相の提案が了承された。そして11月24日の閣議の席で、「日本大博覧会」の無期延期という形で中止が決定された。翌1912年3月22日、勅令で正式に「日本大博覧会」の中止が公布され、3月31日には日本博覧会事務局が廃止された。
中止決定に対して1912年2月24日には、衆議院に「明治五十年日本大博覧会開催に関する決議」が提出された。決議は「日本大博覧会」の開催が、日露戦争後の経済発展、産業振興の絶好の機会として予定通りの開催を求めたものであった。この決議は委員会審議の中で修正の上、3月22日の本会議で可決された。修正の中で、政府が博覧会の遂行が困難である場合、地方公共団体や私人が企画し、政府が支援することとの内容が盛り込まれた。これは国主導ではなく、東京市などの地方公共団体や経済団体が主導して博覧会を開催する動きを反映したものであった。

## 日本大博覧会計画の評価と影響

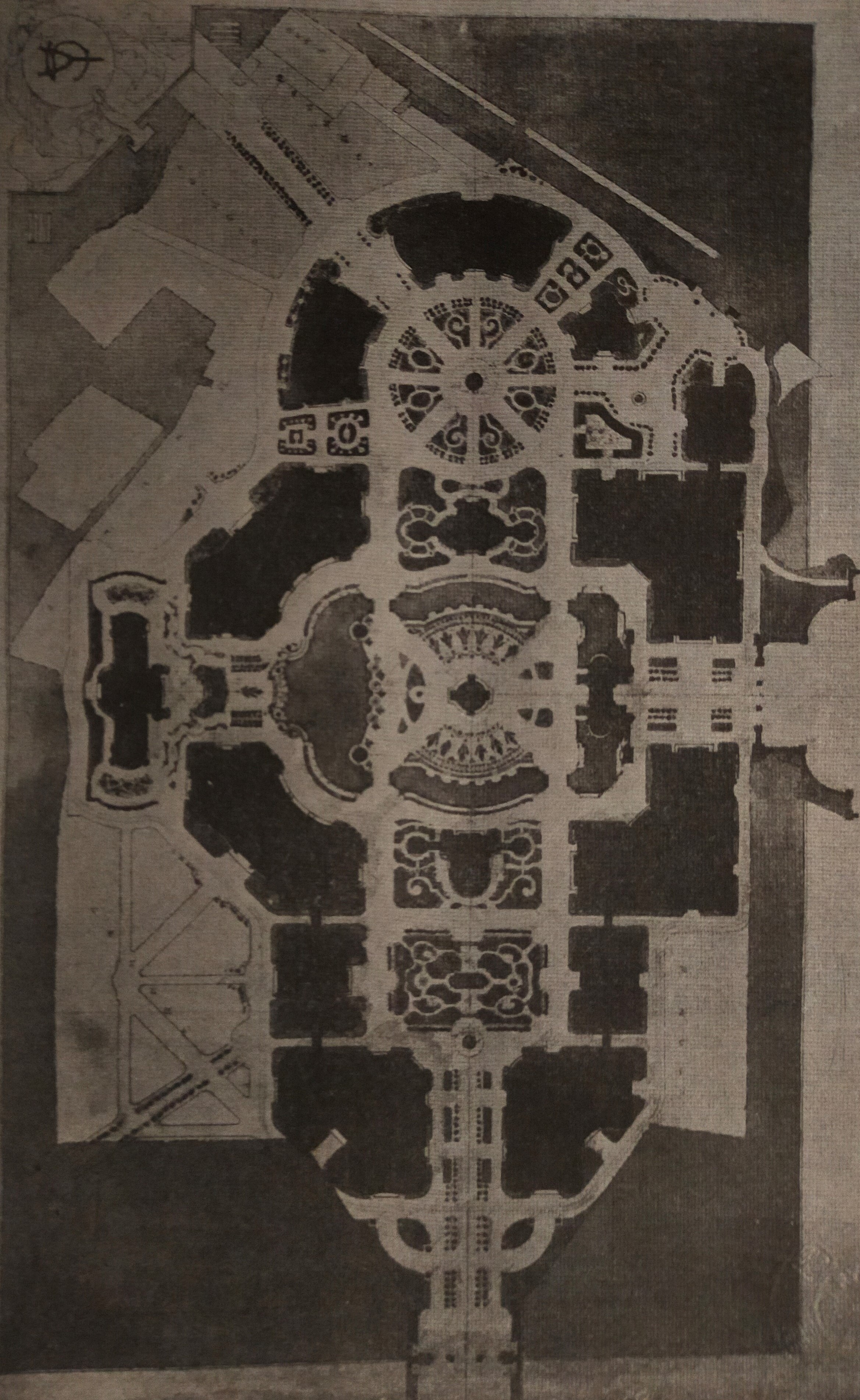
吉武東里設計、「日本大博覧会」青山会場平面図。図の上が北。

いったん国の正式な計画として準備を始めた「日本大博覧会」であるが、財政難の中、中止という結果になった。しかし計画開始時点から財政難は継続しており、財政難の中にあっても、「日本大博覧会」の場でアピールすべき国家として目指す姿が見い出せなかったことが中止の背景として指摘されている。またこれは明治維新後の国家目標がある程度成就した後、新たな目標自体が捉えられていなかったことを示しているとの意見がある。また維新後、殖産興業政策の後押しとして内国勧業博覧会を開催してきた井上馨らの元老から見て、明治末期の時点では博覧会で産業振興を図る必要性を認めないほど国内産業が成長したという判断を下したとの評価もある。
一方、「亜細亜大博覧会」とは異なり、実施に向けて実際に計画が進められ、一部工事も始められていた「日本大博覧会」は、様々な影響を後に遺すことになった。まず明治天皇の在位50周年等の皇室の慶事が開催の名目として取り上げられたことは、経済発展のシンボルとして皇室ブランドが象徴的な機能を果たすことが認識された。また博覧会開催に向けての準備が行われたため、「日本大博覧会」の関係者の中から、その後、万博計画に携わることになる人材が生まれた。そして「日本大博覧会」以降、万博構想の推進役は国から経済効果を期待する地域や経済団体へと移行することになる。
「日本大博覧会」中止後の1912年7月、明治天皇は崩御した。8月20日に東京商業会議所で行われた各団体連合の協議会の席で、東京府内の代々木御料地と青山練兵場に明治天皇を祀る神宮の造営を求める覚書を採択する。覚書では神宮本体となる内苑は代々木御料地に、一方、外苑は青山練兵場に設け、明治天皇の頌徳を目的とする記念宮殿や、臣民の功績を称える陳列館などを設ける計画であった。代々木の御料地と青山の練兵場は離れた場所の性格の異なる土地であり、しかも「覚書」では代々木と青山で違うタイプの施設を設け、両者をまとめて一つの神社とするという案はこれまでに例のない画期的なものであった。「覚書」作成に中心的に関わった阪谷芳郎東京市長、渋沢栄一、中野武営、角田真平はともに理事官や評議員として「日本大博覧会」に関与しており、博覧会の計画内容を熟知していた。また実際の神宮外苑の設計は古市公威を顧問として、伊東忠太、日下部辨二郎が中心となって行ったが、古市、伊東、日下部とも「日本大博覧会敷地内配置懸賞計画」の審査員を務めており、明治神宮、とりわけ外苑の造営は「日本大博覧会」計画に精通していた人物たちによって行われた。つまり「日本大博覧会」のプランニングが明治神宮に受け継がれたと評価できる。
実際、吉武東里の「日本大博覧会」設計案と明治神宮の内苑、外苑には多くの類似点が指摘できる。まず青山会場は、前述のように博覧会終了後は東京市の公園となる計画であった。吉武は洋式庭園や公園をモデルとした人工的かつ都会的、西洋風な配置計画を立てており、外苑との類似性が高い計画となっている。内苑もやはり鬱蒼とした森を利用した天然的な配置を行った代々木会場の設計案との類似性が指摘できる。中でも鬱蒼とした森に覆われた内苑と都市型の公園である外苑という異なった要素をまとめ上げて明治神宮とした点が、都会的な青山会場、自然的な代々木会場を「日本大博覧会」会場として一つにまとめ上げた手法と一致している。これらのことから吉武東里の「日本大博覧会」設計案が明治神宮の造営に影響を与えたと考えられている。